# LOIC
LOIC é um programa de computador de código aberto escrito em C# que tem como objetivo executar um ataque de negação de serviço (também conhecido como DDoS, do inglês "Distributed Denial of Service"). O programa foi desenvolvido pela Praetox Technologies em 2006 com o intuito de avaliar e testar redes, sendo depois disponibilizado para domínio público. O nome LOIC é a abreviação de Low Orbit Ion Cannon, uma arma fictícia existente no jogo de vídeo game Command & Conquer.
Uma versão em JavaScript foi escrita para permitir seu uso a partir de um navegador.

## Funcionamento
O LOIC executa um DoS ou, quando usado simultaneamente por muitas pessoas, um DoS distribuído (ou DDoS). O site alvo é inundado com pacotes de requisição TCP ou UDP com a intenção de sobrecarregar o servidor, fazendo com que ele deixe de responder às requisições legítimas.
É frequente o uso de botnets para efetuar ataques através do LOIC. Computadores infectados ao redor do mundo são utilizados como "zumbis" para realizar os ataques, sem o conhecimento de seus donos. Tais computadores, normalmente pertencentes a usuários leigos, são infectados por vírus através de e-mails falsos e páginas da internet em geral, passando a ser usados em ataques de DDoS.